# スコット・メリット
スコット・メリット（Scott Merritt、1982年1月3日 - ）は、アメリカ合衆国のプロバスケットボール選手である。ポジションはセンター。

## 来歴
マーケット大学でNCAA出場。当時のチームメイトにドウェイン・ウェイドがいた。卒業後はイタリアを経て、NBDL（後のDリーグ）でプレー。
2008年から2009年まで、ウクライナ・キプロス・トルコを転々とした後、リンク栃木ブレックスに加入。チームの初タイトルに大きく貢献。2011年退団。
2011年、東芝ブレイブサンダースへ移籍。2012年退団。

## 経歴
- マーケット大学 - トリス・レッジョ・カラブリア（イタリア、2004）- コロンバス・リバードラゴンズ（NBDL、2004-2005） - オースティン・トロス（Dリーグ、2005-2006） - タルサ・シックスティシクサーズ（Dリーグ、2006-2008） - Budivelnik Kyiv（ウクライナ、2008） - InterCollege Ttha Engomis（キプロスD-A、2009） - Bornova Bld（トルコ・TB2L） - リンク栃木（2009-2011） - 東芝ブレイブサンダース（2011-2012）